# Sudamericano Juvenil A de Rugby 2023
El Sudamericano Juvenil A de Rugby 2023 fue la trigésima séptima edición del torneo y se celebra en la ciudad argentina de Santa Fe.
El torneo fue clasificatorio al Trofeo Mundial de Rugby Juvenil 2024, el cupo fue obtenido por Uruguay.

## Equipos participantes
- Selección juvenil de rugby de Argentina
- Selección juvenil de rugby de Chile
- Selección juvenil de rugby de Uruguay

## Desarrollo
| Pos. | Equipo    | Encuentros | Encuentros | Encuentros | Encuentros | Tantos  | Tantos    | Tantos     | Puntos Bonus | Puntos Totales |
| Pos. | Equipo    | jugados    | ganados    | empatados  | perdidos   | a favor | en contra | diferencia | Puntos Bonus | Puntos Totales |
| ---- | --------- | ---------- | ---------- | ---------- | ---------- | ------- | --------- | ---------- | ------------ | -------------- |
| 1    | Argentina | 2          | 2          | 0          | 0          | 127     | 8         | +119       | 2            | 10             |
| 2    | Uruguay   | 2          | 1          | 0          | 1          | 53      | 76        | -23        | 1            | 5              |
| 3    | Chile     | 2          | 0          | 0          | 2          | 17      | 113       | -96        | 0            | 0              |

Nota: Se otorgan 4 puntos al equipo que gane un partido y 2 al que empate
Puntos Bonus: 1 punto por convertir 4 tries o más en un partido y 1 al equipo que pierda por no más de 7 tantos de diferencia

### Resultados
| 11 de noviembre | Uruguay | 45 - 17 | Chile | Club Universitario de Santa Fe, Santa Fe |  |
|                 |         | Reporte |       |                                          |  |

| 15 de noviembre | Argentina | 68 - 0  | Chile | CRAI, Santa Fe |  |
|                 |           | Reporte |       |                |  |

| 18 de noviembre | Argentina | 59 - 8  | Uruguay | Club Santa Fe Rugby, Santa Fe |  |
|                 |           | Reporte |         |                               |  |

| Bandera de Argentina |
| Campeón Argentina    |
| Trigésimo título     |